# Two Song (альбом Dead Poetic)
Two Song — другий міні-альбом американського християнського гурту Dead Poetic, виданий у 2000 році власними силами гурту. До EP увійшло всього дві пісні.

## Список пісень
| #  | Назва              | Тривалість |
| -- | ------------------ | ---------- |
| 1. | «Transparent»      | 5:37       |
| 2. | «Take This Breath» | 5:43       |

## Список учасників
- Брендон Райк — вокал
- Зак Майлз — гітара
- Чад Шеллабаргер — бас-гітара
- Джош Шеллабаргер — ударні